# Kroiaci, Razgrad
Kroiaci (în bulgară Крояч) este un sat în comuna Loznița, regiunea Razgrad,  Bulgaria. 

## Demografie
Componența etnică a satului Kroiaci
     Bulgari (36,36%)
     Turci (58,74%)
     Nicio identificare (4,89%)
     Altele (0%)
La recensământul din 2011, populația satului Kroiaci era de 143 locuitori. Din punct de vedere etnic, majoritatea locuitorilor (58,74%) erau turci, cu o minoritate de bulgari (36,36%). Pentru 4,89% din locuitori nu este cunoscută apartenența etnică.